# Eugenia neoformosa
Eugenia neoformosa är en myrtenväxtart som beskrevs av Marcos Sobral. Eugenia neoformosa ingår i släktet Eugenia och familjen myrtenväxter. Inga underarter finns listade i Catalogue of Life.